# مرقئة ثنائية السداة
مرقئة ثنائية السداة (الاسم العلمي: Sanguisorba diandra) هو نوع من النباتات يتبع جنس المرقئة من الفصيلة الوردية.